# Duo Zikr
Duo Zikr — дуэт вокальной импровизации Игоря Калинаускаса, выступающего в дуэте под псевдонимом Игорь Силин (Силина — девичья фамилия матери Игоря), и Ольги Ткаченко, который исполнители называют «Театром Голоса» и «Театром вокальных импровизаций» .

## Музыкальный стиль

Игорь Силин

В переводе с арабского название (араб. ذکر‎ «поминание») дуэта обозначает мистический способ ритмичного, повторного поминания имен Бога для достижения состояния духовной сосредоточенности, который практикуют суфии. Вокальные композиции дуэта представляют собой не пение в традиционном смысле слова, а своеобразные «вокальные импровизации», которые сочетают в себе суфийский зикр, камерный и народный вокал, тибетскую мантровую вокальную технику, тувинское горловое пение, православное радение и другие вокальные техники.
Певцы исполняют ритуальный шаманский вокальный стиль, использующий приемы, заимствованные из азиатского пения, мусульманских и буддийских песнопений. В композициях Duo Zikr обычно нет слов и часто нет музыки. Они состоят из громких и тихих звуков под аккомпанемент фортепиано: церковные песнопения и спиричуэлс в сочетании с горловым пением и авангардной музыкой. Исполнители используют даже не голоса, а гортанные звуки.
За использование уникальных вокальных техник и широкие голосовые возможности участников стиль исполнения дуэта был охарактеризован как «симфоническое» и «вибрационное» пение. Звуковой диапазон голосов Duo Zikr составляет 8 октав, что позволяет задействовать диапазон звуков и тонов, практически не уступающий симфоническому оркестру.

## История

Ольга Ткаченко

Участники дуэта познакомились в 1989 в школе-студии Калинаускаса «Огненный цветок» в Киеве. Выпускница Киевского театрального института имени Карпенко-Карого Ольга Ткаченко пришла в студию, когда там ставили спектакли «Юродия» по мотивам романа «Преступление и наказание» Федора Достоевского и «Возлюби» по пьесе Леси Украинки, где Ольга исполнила роль Мириам. Игорь был поражен манерой исполнения Ольги одной из восточных песен и предложил ей отдельную постановку и совместную работу. Создание дуэта в 1993 совпало с началом сотрудничества с Сергеем Курехиным. На первом концерте дуэта, состоявшемся в 1993 году в Смольном соборе Санкт-Петербурга, присутствовало более тысячи слушателей.
В студийных записях и концертных выступлениях дуэта принимали участие: Борис Гребенщиков, Дживан Гаспарян, Эвелин Гленни, Энвер Измайлов, Андрей Самсонов, Сергей Чиграков, Кирилл Кравцов, Борис Рубекин, Пятрас Генюшас, Александр Ляпин, Всеволод Гаккель, Михаил Чернов и другие. Звукорежиссером большинства ранних записей был Юрий Морозов. Самые первые альбомы дуэта успели выйти на виниле, а «Мистерия чаши» даже стала последней пластинкой фирмы грамзаписи «Мелодия».
Альбомы «К началу времен» и «К сумеркам времен» были записаны во Франции по приглашению саксофониста Даниеля Къянзи. В создании Premonitions of the Shooting Star принимали участие Борис Гребенщиков (мантры), Дживан Гаспарян (дудук), лауреат премии «Грэмми» Эвелин Гленни (перкуссия) и музыкант, композитор и продюсер Андрей Самсонов. В работе над «Странствиями Душ» участвовал Сергей «Чиж» Чиграков. Дуэт принял участие в проекте Сергея Курехина «Три шага в бреду».
Творчество дуэта высоко оценили Мстислав Ростропович и Галина Вишневская. Видеоклип Duo Zikr «Дорога в Катманду», снятый режиссёром Федором Бондарчуком получил награду «Фантазия-97» и гран-при «Аниграф-98». Режиссёр Ирина Тайманова сняла 20-минутный фильм «Странствие Душ», посвященный дуэту, который получил Гран-при международного фестиваля «Бархатный сезон-96».
Композиции Duo Zikr стали саундтреком одного из эпизодов фильма Сергея Дебижева India in Real Time. Однажды дуэтом была сделана запись, содержащая конкретные слова, а не спонтанные слоги и звуки — это саундтрек к мультфильму «Песнь о сырном духе» на слова известной басни Крылова «Ворона и лисица». Некоторые сценические костюмы Duo Zikr были выполнены модельером Вячеславом Зайцевым.

## Дискография

Duo Zikr и театр «Голос огня»

За более чем 30-летнюю историю дуэт Duo Zikr выпустил более двадцати пяти полноформатных альбомов. 
1993 – «Голоса»
1994 – «Мистерия чаши»
1994 – «Стихия огня. Невозможный эрос»
1996 – «Вертикальное сечение»
1996 – «Звезда полынь»
1996 – «Сотворение мира»
1996 – «Танцующее время»
1998 – «К началу времен»
1998 – «К сумеркам времен»
1998 – «Странствия душ»
1998 – Duo Zikr
2000 – «Свободный полет»
2003 – «Место силы»
2003 – «Мистерия огня»
2005 – «Весеннее путешествие»
2005 – Happy, Happy Crazy
2005 – Soul in the Arms of God
2006 – Sound of Magic
2007 – «Ангелы в городе»
2007 – «Дыхание пространства»
2007 – Premonitions of Shooting Star
2008 – Voice message
2014 – Sky`s Jump
2015 – «Пульсар»
2016 – «Воин Духа»
2018 – «Сила»
2018 – The Magic Love

## Фестивали

Duo Zikr и театр «Голос огня»

Дуэт неоднократно выступал на крупнейшем музыкальном фестивале MIDEM – в 1995, 2009 и 2010 годах в Каннах и Барселоне, MIDEM ASIA в 1996 в Гонконге, на фестивале независимой музыки в Германии Berlin Independence Days в 1994, на фестивалях SXSW в Остине (Техас) и PCMC в Сиднее в 1997 и на многих других музыкальных форумах.

## Другие проекты
В выступлениях дуэта участвует также театр «Голос огня» под руководством Ольги Ткаченко. Коллектив театра, состоит из выпускников Киевской консерватории и Харьковского университета искусств.